# Elecciones provinciales de Santiago del Estero de 1987
Las elecciones generales de la provincia de Santiago del Estero de 1987 tuvieron lugar el 6 de septiembre de 1987. El resultado estableció que César Iturre fuera electo gobernador.

## Reglas electorales
- Gobernador y vicegobernador electos por mayoría simple.
- 45 diputados, la totalidad de los miembros de la Cámara de Diputados Provincial. Electos por toda la provincia con dos tercios de las bancas reservadas para el partido más votado y el resto a los demás partidos, en proporción de los votos que hubieren logrado. Luego se determinaría a 22 que cumplirían un mandato completo hasta 1991, y otros 23 que cumplirían medio mandato hasta las próximas elecciones, en 1989.

## Resultados

### Gobernador y vicegobernador
| Fórmula               | Fórmula                       | Partido/Alianza       | Partido/Alianza                  | Votos   | %     |
| Gobernador            | Vicegobernador                | Partido/Alianza       | Partido/Alianza                  | Votos   | %     |
| --------------------- | ----------------------------- | --------------------- | -------------------------------- | ------- | ----- |
| César Iturre          | Manuel Hipólito Herrera Arias |                       | Partido Justicialista            | 152.502 | 50,82 |
| Bruno Volta           |                               |                       | Unión Cívica Radical             | 130.705 | 43,56 |
|                       |                               |                       | Partido Renovador Tres Banderas  | 7.413   | 2,47  |
|                       |                               |                       | Frente Renovador Lealtad Popular | 2.855   | 0,95  |
|                       |                               |                       | Unión del Centro Democrático     | 1.790   | 0,60  |
|                       |                               |                       | Frente Amplio de Liberación      | 1.669   | 0,56  |
|                       |                               |                       | Partido Demócrata Cristiano      | 1.585   | 0,53  |
|                       |                               |                       | Partido Socialista Popular       | 1.542   | 0,51  |
| Votos positivos       | Votos positivos               | Votos positivos       | Votos positivos                  | 300.061 | 98,78 |
| Votos en blanco       | Votos en blanco               | Votos en blanco       | Votos en blanco                  | 924     | 0,30  |
| Votos nulos           | Votos nulos                   | Votos nulos           | Votos nulos                      | 231     | 0,08  |
| Diferencia de actas   | Diferencia de actas           | Diferencia de actas   | Diferencia de actas              | 2.565   | 0,84  |
| Participación         | Participación                 | Participación         | Participación                    | 303.781 | 72,17 |
| Electores registrados | Electores registrados         | Electores registrados | Electores registrados            | 420.938 | 100   |
| Fuente:               |                               |                       |                                  |         |       |

### Cámara de Diputados
| ← 1983 · Cámara de Diputados · 1989 → | ← 1983 · Cámara de Diputados · 1989 → | ← 1983 · Cámara de Diputados · 1989 → | ← 1983 · Cámara de Diputados · 1989 → | ← 1983 · Cámara de Diputados · 1989 → |
| Partido                               | Partido                               | Votos                                 | %                                     | Bancas                                |
| ------------------------------------- | ------------------------------------- | ------------------------------------- | ------------------------------------- | ------------------------------------- |
|                                       | Partido Justicialista                 | 151.151                               | 50,59                                 | 30/45                                 |
|                                       | Unión Cívica Radical                  | 126.991                               | 42,51                                 | 15/45                                 |
|                                       | Partido Renovador Tres Banderas       | 8.016                                 | 2,68                                  |                                       |
|                                       | Frente Renovador Lealtad Popular      | 3.090                                 | 1,03                                  |                                       |
|                                       | Unión del Centro Democrático          | 2.596                                 | 0,87                                  |                                       |
|                                       | Frente Amplio de Liberación           | 1.873                                 | 0,63                                  |                                       |
|                                       | Partido Demócrata Cristiano           | 1.838                                 | 0,62                                  |                                       |
|                                       | Partido Socialista Popular            | 1.740                                 | 0,58                                  |                                       |
|                                       | Partido Autónomo                      | 1.460                                 | 0,49                                  |                                       |
| Votos positivos                       | Votos positivos                       | 298.755                               | 98,35                                 |                                       |
| Votos en blanco                       | Votos en blanco                       | 1.006                                 | 0,33                                  |                                       |
| Votos nulos                           | Votos nulos                           | 235                                   | 0,08                                  |                                       |
| Diferencia de actas                   | Diferencia de actas                   | 3.785                                 | 1,25                                  |                                       |
| Participación                         | Participación                         | 303.781                               | 72,17                                 |                                       |
| Electores registrados                 | Electores registrados                 | 420.938                               | 100                                   |                                       |
| Fuente:                               |                                       |                                       |                                       |                                       |